# ويليام أ. دورانت
ويليام أ. دورانت هو سياسي أمريكي، ولد في 18 مارس 1866 في مقاطعة براين في الولايات المتحدة، وتوفي في 1 أغسطس 1948. نشط حزبياً في الحزب الديمقراطي. وقد انتخب عضو مجلس نواب أوكلاهوما ‏.